# Road House (2024)
Road House ist ein US-amerikanischer Actionfilm von Regisseur Doug Liman, der weltweit am 21. März 2024 ins Programm von Prime Video aufgenommen wurde. Es handelt sich um ein Remake des gleichnamigen Films aus dem Jahr 1989, in dem Jake Gyllenhaal die damals von Patrick Swayze gespielte Hauptrolle eines Rausschmeißers übernahm.

## Handlung
Der ehemalige UFC-Kämpfer Elwood Dalton verdient sich nach seinem Karriereende mit Untergrundkämpfen sein Geld. Dort wird er eines Abends von Frankie entdeckt, die ein Roadhouse in einem kleinen Dorf auf den Florida Keys betreibt und Dalton Geld dafür bietet, bei ihr als Rausschmeißer anzufangen. Nach anfänglichem Zögern nimmt er das Angebot an, darf Frankies Hausboot als Unterkunft benutzen und macht sich in der Kleinstadt schon bald einen Namen. Durch seine ständigen Prügeleien kommt er auch in Kontakt mit der Ärztin Ellie, mit der er schon bald eine romantische Beziehung beginnt.
Durch seine Arbeit im Roadhouse, für die er zusätzlich einen ehemaligen Boxer als Helfer engagiert, gerät Dalton zunehmend ins Fadenkreuz des skrupellosen Unternehmers Ben Brandt, der Frankie das Grundstück abkaufen und auf dem Gelände ein Luxusresort errichten möchte. Immer wieder schickt Brandt Schläger in die Lokalität, um die Gäste einzuschüchtern und Frankie zu einem Verkauf zu bewegen, doch Dalton und die von ihm trainierten Mitarbeiter können es oft mit mehreren Angreifern gleichzeitig aufnehmen. Insbesondere zum Bandenanführer Dell entwickelt sich dabei eine Rivalität, die in einer Konfrontation auf Daltons Hausboot endet, wo Dell vom ehemaligen MMA-Kämpfer über Bord geworfen und von einem Krokodil gefressen wird.
Auch als Brandt den korrupten Sheriff des Countys, den Vater von Ellie, auf Dalton ansetzt, kann dieser nicht dazu gebracht werden, die Stadt zu verlassen. Brandt engagiert daher den brutalen Schläger Knox, der Dalton umbringen und das Roadhouse niederbrennen soll. Der Kampf zwischen beiden endet unentschieden, weil Dalton den Kampf abbricht und die Keys verlassen will. Als er sieht, dass Brandts Männer mittels Brandstiftung den Buchladen zerstört und Charlie und ihren Vater so verletzt haben, dass sie im Krankenhaus behandelt werden müssen, entscheidet sich Dalton zu bleiben und aktiv gegen die Geschäfte von Brandt vorzugehen. Er tötet einen Gefolgsmann des Unternehmers, der zuvor die mit Dalton befreundete Teenagerin Charlie einschüchtern wollte, und stiehlt eine größere Geldsumme von Brandt.
In Reaktion auf die Vorkommnisse entführt Brandt Ellie und verschleppt sie auf seine eigene Yacht. Dalton soll das Geld gegen ihre Freiheit eintauschen, bringt stattdessen aber das Boot des Geldkuriers zum Explodieren und Sinken. Mit der geretteten Ellie macht er sich auf die Verfolgung des flüchtenden Brandt und kann ihn schließlich am Roadhouse stellen. Dort erscheint auch Knox, der Brandt tötet und sich einem finalen Kampf stellt. Knox kann Dalton mit einem spitzen Holzfragment verletzen, wird vom ehemaligen UFC-Kämpfer Dalton aber schließlich selbst niedergestochen.
Der Sheriff lässt Dalton laufen und verspricht, die Angelegenheit für ihn zu regeln, bittet ihn aber, die Keys zu verlassen. Ellie, die den Ausgang des Kampfes verfolgt hat, stimmt ihrem Vater zu. Dalton begibt sich zur Bushaltestelle, wo er sieht, dass Frankie und Charlies Vater gerade beginnen, den Buchladen wieder herzurichten. Dalton steigt in den Bus, zuvor hat er aber noch das Geld unbemerkt in der Ruine des Buchladens deponiert – Charlie und ihr Vater haben damit nun mehr als genug Geld, um ihre zuvor von Brandts Männern abgebrannte Buchhandlung wieder aufzubauen. Der Vater entdeckt das Geld und ruft dem abfahrenden Bus noch hinterher. Während des Abspanns ist dann zu sehen, dass Knox überlebt hat und – gegen den Widerstand des Personals – im blutbefleckten OP-Umhang das Krankenhaus verlässt.

## Produktion

### Entstehung und Filmstab
Im November 2013 kündigte Metro-Goldwyn-Mayer ein Remake des im Jahr 1989 veröffentlichten Kultfilms Road House an, in dem Patrick Swayze einst als Türsteher einer Kleinstadt in einen Konflikt mit einem korrupten Geschäftsmann geriet. Ein erster Drehbuchentwurf wurde von Michael Stokes geschrieben, während Rob Cohen Regie beim Actionfilm führen sollte. Die für die Neuverfilmung zunächst zu einer weiblichen Figur umgeschriebene Hauptrolle wurde zwei Jahre später mit der MMA-Kämpferin Ronda Rousey besetzt, ehe Nick Cassavetes im Oktober 2015 als neuer Regisseur und Drehbuchautor engagiert wurde.
Nachdem MGM letztendlich jedoch von einer Umsetzung mit Rousey abgesehen hatte, verpflichtete das Filmstudio im November 2021 Doug Liman als neuen Regisseur und Jake Gyllenhaal für die Hauptrolle eines ehemaligen UFC-Fighters. Vier Monate später wurde MGM von den Amazon Studios aufgekauft, die Road House im August 2022 offiziell für ihren hauseigenen Streamingdienst Prime Video ankündigten. Joel Silver, der bereits beim Originalfilm als Produzent tätig war, kehrte in dieser Funktion auch für das Remake zurück. Das Drehbuch basierte auf einem Entwurf von Anthony Bagarozzi und Charles Mondry, der später durch Sheldon Turner überarbeitet wurde.

### Besetzung und Dreharbeiten
In Nebenrollen verkörpern Daniela Melchior die Ärztin Ellie, Jessica Williams die Barbesitzerin Frankie, Billy Magnussen den skrupellosen Unternehmer Ben Brandt, Lukas Gage den Kellner Billy und Hannah Love Lanier die junge Teenagerin Charlie. Daneben gab der ehemalige UFC-Champion Conor McGregor in Road House als Schläger Knox sein Schauspieldebüt, während der Rapper Post Malone einen Auftritt als MMA-Kämpfer Carter hat. Weitere Nebenrolle wurden mit Travis Van Winkle, B. K. Cannon, Arturo Castro, Dominique Columbus, Beau Knapp, Bob Menery, Joaquim de Almeida, Darren Barnet, Kevin Carroll und J. D. Pardo besetzt.
Die Dreharbeiten mit Kameramann Henry Braham begannen im August 2022 in der Dominikanischen Republik und wurden am 3. März 2023 mit einem fiktiven Kampf zwischen Hauptdarsteller Gyllenhaal und dem ehemaligen UFC-Kämpfer Jay Hieron im Rahmen eines offiziellen UFC-Events in der T-Mobile Arena nahe Las Vegas abgeschlossen. Um die nötige physische Form für die Filmaufnahmen zu erreichen, trainierte sich Gyllenhaal über ein Jahr lang Muskelmasse an, verringerte gleichzeitig mittels einer Diät seinen Körperfettanteil und erprobte die für Kampfszenen benötigten Bewegungsmuster. Im Zuge der Dreharbeiten zog er sich durch eine Schnittverletzung eine Staphylokokkeninfektion zu, die seinen Arm anschwellen ließ.

### Postproduktion und Veröffentlichung
Die Fertigstellung der Postproduktion verzögerte sich im Juli 2023 durch den Streik der Schauspielergewerkschaft SAG-AFTRA. Im Zuge dessen kam es zu Konflikten zwischen Produzent Joel Silver und den Amazon Studios, die eine Vollendung des Filmprojektes durch künstliche Intelligenz befürwortet haben sollen. Silver verwehrte sich gegen dieses Vorhaben, befürwortete ursprünglich auch eine Kinoveröffentlichung und soll schließlich auch mehrere Mitarbeiter der Produktionsfirma beleidigt haben. Als Folge wurde Silver vom Filmprojekt Play Dirty entbunden, behielt aufgrund der fast abgeschlossenen Arbeiten aber seinen Credit als Produzent von Road House. Zu einem Konflikt kam es auch mit David Lee Henry, dem Drehbuchautor des Originalfilms, der eine Veröffentlichung von Road House gerichtlich verhindern lassen wollte. Nach Henrys Darstellung hätte Amazon am Remake auch noch nach Verfall der Filmrechte im November 2023 gearbeitet, als das Urheberrecht bereits wieder in seinem Besitz war. Die Filmmusik sollte ursprünglich von Volker Bertelmann komponiert werden, ehe der deutsche Komponist durch Christophe Beck ersetzt wurde.
Ein Trailer zum Film wurde am 25. Januar 2024 veröffentlicht. Die Weltpremiere erfolgte am 8. März 2024 als Eröffnungsfilm des South by Southwest Festivals in Austin, Texas. Regisseur Doug Liman äußerte diesbezüglich zunächst öffentlich, dass er die Veranstaltung aus Protest gegen Amazon boykottieren werde. Das Filmstudio habe aus seiner Sicht nach der Übernahme von MGM zugesagt, Filme auch weiterhin ins Kino zu bringen, dieses Versprechen aber mit der Streamingveröffentlichung von Road House gebrochen. Obwohl der Actionfilm zwar starke Testvorführungen verzeichnet habe und auch zur Zufriedenheit des Studios gewesen sei, verwehrte Amazon einen Kinostart und ebenso den Verkauf an einen anderen Verleiher. Aus Umkreisen des Video-on-Demand-Anbieters hieß es hingegen, die Beteiligten hätten nach der MGM-Übernahme die Möglichkeit erhalten, mit einem geringeren Budget einen Kinofilm umzusetzen, sich stattdessen aber selbst für einen lukrativeren Streaming-Deal entschieden. Liman besuchte die Premiere schließlich doch.
Road House wurde am 21. März 2024 ins Programm von Prime Video aufgenommen.

## Synchronisation
Die deutschsprachige Synchronisation entstand nach einem Dialogbuch von Christian Kähler und unter der Dialogregie von Katrin Fröhlich bei RC Production.
| Rolle         | Darsteller         | Synchronsprecher      |
| ------------- | ------------------ | --------------------- |
| Elwood Dalton | Jake Gyllenhaal    | Marius Clarén         |
| Ellie         | Daniela Melchior   | Alice Bauer           |
| Frankie       | Jessica Williams   | Viola Müller          |
| Ben Brandt    | Billy Magnussen    | Dennis Herrmann       |
| Knox          | Conor McGregor     | Manuel Straube        |
| Sheriff Black | Joaquim de Almeida | Florian Halm          |
| Dell          | J. D. Pardo        | Simon Derksen         |
| Laura         | B. K. Cannon       | Marie Walke           |
| Billy         | Lukas Gage         | Jonas Lauenstein      |
| Charlie       | Hannah Love Lanier | Lana Finn Marti       |
| Stephen       | Kevin Carroll      | Alexander Prince Osei |
| Carter Ford   | Post Malone        | Björn Schalla         |

## Rezeption

### Kritiken
Road House konnte 59 % der 207 bei Rotten Tomatoes gelisteten Kritiker überzeugen und erhielt dabei eine durchschnittliche Bewertung von 5,5 von 10 Punkten. Als zusammenfassendes Fazit zieht die Seite, der Film führe eine neue Generation an einen aktualisierten Kultklassiker heran, ersetze dabei aber glücklicherweise die kitschige Muskelkraft des Originals mit erzählerischem Verstand. Bei Metacritic erhielt Road House basierend auf 46 Kritiken einen Metascore von 57 von 100 möglichen Punkten.

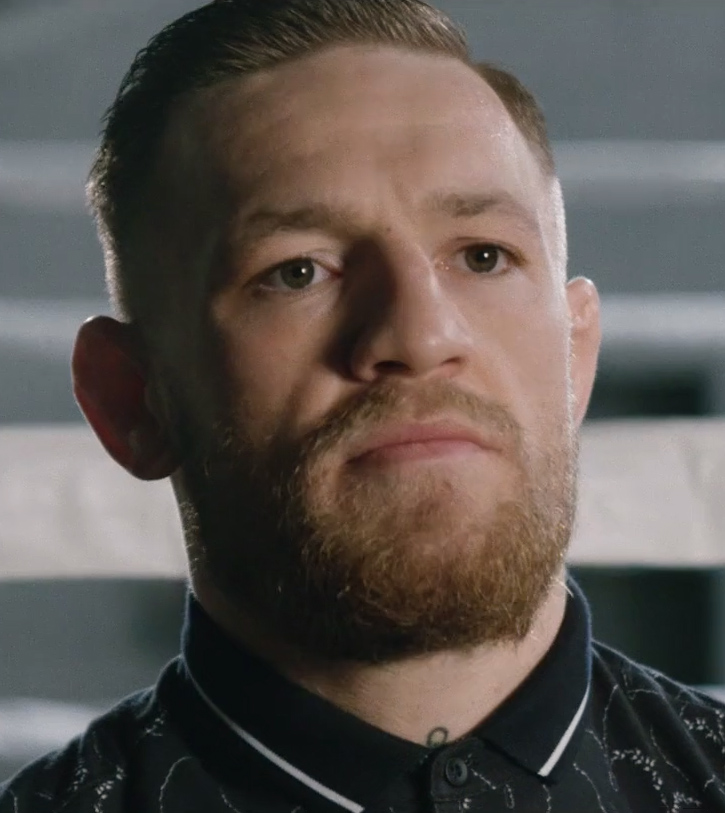
Conor McGregors Leinwanddebüt wurde positiv aufgenommen.

Zu einem positiven Urteil gelangt Owen Gleiberman von Variety, für den Regisseur Doug Liman den ultrabrutalen und stilvollen Actionfilm Road House mit Schwung, Witz und Härte versehe, was den Originalfilm mitunter ziemlich alt aussehen lasse. Wo der Kultklassiker eher trashig angehaucht wäre, erinnere die modernere Adaption vielmehr an einen Jason-Statham-Film im Stile der Regie von Jonathan Demme. Die gewalttätige und mit maximalem Realismus inszenierte Action sei dabei auf eine verrückte Art auch menschlich, sodass intensive Kampfszenen in ausgelassene „Smash-Feste“ verwandelt werden würden. Hauptdarsteller Jake Gyllenhaal trage den Film und liefere eine echte schauspielerische Leistung ab, obwohl seine sarkastische Figur eine warme Anständigkeit ausstrahle und fast schon ironisch rezessiv bleibe. Die Handlung sei gleichzeitig eher einfach gestrickt und aus Standardkomponenten zusammengesetzt, täusche aber auch nichts anderes vor und gebe trotzdem jedem Bösewicht seine ganz eigene verrückte Note, wobei insbesondere Conor McGregor ein atemberaubendes Filmdebüt abliefere.
Auch Lovia Gyarkye vom Hollywood Reporter bezeichnet Road House als frech unterhaltsames Remake, obwohl der Film zu Beginn mit zu vielen metatextuellen Anspielungen, Hommagen und Easter Egg ans Original in eine Art müde Steifheit verfalle. Erst als Road House seine eigene Geschichte finde, nehme der Film richtig an Fahrt auf und werde zu einem kampflustigen Abenteuer mit flachem Humor und einer Vielzahl tödlicher Actionsequenzen. Auch wenn die übergeordnete Erzählung dabei im Groben dieselbe bleibe, nutze das Remake das neue Meeressetting gut aus und inszeniere atemberaubende Bootskämpfe und epische Unterwasserschlägereien. Fast jeder Moment werde so auch dank der musikalischen Untermalung zu einem Ereignis, die Kampfszenen seien genauso blutig wie lächerlich und Hauptdarsteller Jake Gyllenhaal spiele seine Rolle mit überzeugender Zurückhaltung. Einzig seine romantische Beziehung zur von Daniela Melchior verkörperten Ellie lasse an Realismus vermissen.
Etwas kritischere Worte findet Adrian Horton vom Guardian, für die Road House ein unterhaltsamer und emotionaler, wenn auch zuweilen schwerfälliger Spaß sei. Dank einer beeindruckenden Stuntarbeit und einer überzeugenden Leistung des fast schon als Superheld inszenierten Jake Gyllenhaal liefere der Film knallharte Kämpfe ab, behalte dabei aber die Balance zwischen Flair und Gewalt aufrecht. Auch Conor McGregor gebe ein gelungenes Leinwanddebüt als extravaganter Bösewicht ab und stehle manchmal dem eher bodenständig bleibenden Gyllenhaal sogar die Show. Die Handlung sei im Allgemeinen allerdings nur schwer zu verfolgen und auch nicht wirklich von Interesse. Zeitgleich versäume es Road House aber auch, die Hintergrundgeschichte des Protagonisten oder andere Nebenfiguren weiter auszuarbeiten, sodass beispielsweise der von Billy Magnussen verkörperte Antagonist nur ein comichafter Schurke bleibe.
Auch Chris Schinke bemängelt in seiner Kritik für den Filmdienst, dass es Road House versäume, seine Figuren mit einer ausreichenden Vielschichtigkeit auszustatten. Stattdessen reihe der Film eine uninspirierte und mit CGI gesättigte Massenschlägerei an die nächste, wobei es an atmosphärischem Charme und einer schlüssigen visuellen Gestaltung fehle. Road House mache so aus seiner Ausgangslage nicht viel, sondern dümple als uninspiriertes und sprödes Actiondrama daher. Ähnlich enttäuscht zeigt sich Clarisse Loughrey vom Independent über den „austauschbaren Actionfilm“ und kritisiert die aufkommende Langeweile, die augenscheinliche Leidenschafts- und Gleichgültigkeit des Films sowie die nur schlaffe Romanze. Wo der Originalfilm seiner Zeit entsprechend war und daher zum Erfolg wurde, stellt sie für das Remake die Frage nach der Existenzberechtigung.

### Abrufzahlen
Am Veröffentlichungstag konnte Road House mit über 120 Millionen angesehenen Minuten die Spitzenposition der weltweiten Prime-Video-Filmcharts belegen. In der darauffolgenden Woche war der Film mit rund 14 Millionen Abrufen die meistgesehene Streamingproduktion in den Vereinigten Staaten. Amazon selbst gab an, Road House sei weltweit mit über 50 Millionen Abrufen an den ersten zwei Wochenenden nach Veröffentlichung die bis dato erfolgreichste Eigenproduktion des Streamingdienstes gewesen. Bis Mitte Mai 2024 wurde der Film insgesamt rund 80 Millionen Mal angesehen.

### Auszeichnungen
Eddie Awards 2025
- Auszeichnung für den Besten Schnitt in einem Streamingfilm (Doc Crotzer)[36]

Michigan Movie Critics Guild Awards 2024
- Nominierung für die Besten Stunts[37]

## Fortsetzung
Nachdem Road House auf Prime Video zu einem Zuschauererfolg wurde, kündigten die Amazon MGM Studios Mitte Mai 2024 die Produktion einer Fortsetzung an, für die Hauptdarsteller Jake Gyllenhaal zurückkehren soll. Das Drehbuch wurde von Will Beall geschrieben, während Ilya Naischuller die Regie übernimmt. Als Neuzugänge schlossen sich Dave Bautista und Leila George der Besetzung an.